# Лесище (Ленинградская область)
Лесище — деревня в Старопольском сельском поселении Сланцевского района Ленинградской области.

## История
Впервые упоминается в писцовых книгах Шелонской пятины 1499 года, как деревня Лисища (деревня Лесище к северо-западу от погоста) в Сумерском погосте Новгородского уезда.
Как деревня Лесище, состоящая из 31 крестьянского двора, она упоминается на карте Санкт-Петербургской губернии Ф. Ф. Шуберта 1834 года.

ЛЕСИЩЕ — деревня принадлежит её величеству, число жителей по ревизии: 90 м. п., 94 ж. п. (1838 год)

Деревня Лесище из 31 двора отмечена на карте профессора С. С. Куторги 1852 года.

ЛЫСИЩЕ — деревня Гдовского её величества имения, по просёлочной дороге, число дворов — 29, число душ — 89 м. п. (1856 год)

ЛЕСИЩЕ — деревня удельная при колодце, число дворов — 35, число жителей: 91 м. п., 89 ж. п. (1862 год) 

В XIX — начале XX века деревня административно относилась к Осьминской волости 2-го земского участка 1-го стана Гдовского уезда Санкт-Петербургской губернии.
С марта 1917 года деревня находилась в составе Осьминской волости Гдовского уезда.
- Деревня Лесище на карте 1919 года

Согласно карте Петроградской и Эстляндской губерний издания 1919 к югу от деревни находился Питейный дом.
С 1920 года в составе Лесищского сельсовета Осьминской волости Кингисеппского уезда.
С 1924 года в составе Ожевского сельсовета.
С августа 1927 года в составе Осьминского района.
С ноября 1928 года в составе Тарасовогорского сельсовета. В 1928 году население деревни составляло 177 человек.
По данным 1933 года деревня Лесище входила в состав Тарасовогорского сельсовета Осьминского района.
С 1 августа 1941 года по 31 января 1944 года германская оккупация.
С 1961 года в составе Поречского сельсовета Сланцевского района.
С 1963 года в составе Кингисеппского района.
По состоянию на 1 августа 1965 года деревня Лесище входила в состав Поречского сельсовета Кингисеппского района. С ноября 1965 года, вновь в составе Сланцевского района. В 1965 году население деревни составляло 14 человек.
По данным 1973 года деревня Лесище входила в состав Поречского сельсовета.
По данным 1990 года деревня Лесище входила в состав Овсищенского сельсовета.
В 1997 году в деревне Лесище Овсищенской волости проживали 4 человека, в 2002 году — 8 человек (русские — 87 %).
В 2007 году в деревне Лесище Старопольского СП проживали 2 человека, в 2010 году — 7 человек.

## География
Деревня расположена в восточной части района на автодороге 41К-027 (Старополье — Осьмино) в месте примыкания к ней автодороги 41К-797 (Лесище — Дубо).
Расстояние до административного центра поселения — 26 км.
Расстояние до ближайшей железнодорожной станции Молосковицы — 74 км.

## Демография
| 1862 | 2007 | 2010 | 2017 |
| ---- | ---- | ---- | ---- |
| 180  | ↘2   | ↗7   | ↘2   |